# یواس‌اس پلنتر (ای‌سی‌ام-۲)
یواس‌اس پلنتر (ای‌سی‌ام-۲) (به انگلیسی: USS Planter (ACM-2)) یک کشتی بود که طول آن ۱۸۸ فوت ۲ اینچ (۵۷٫۳۵ متر) بود. این کشتی در سال ۱۹۴۳ ساخته شد.